# سیارک ۱۸۹۵۳
سیارک ۱۸۹۵۳ (به انگلیسی: 18953 Laurensmith، نامگذاری:2000QR114) هجده هزار و نهصد و پنجاه و سومین سیارک کشف شده‌است که در ۲۴ اوت ۲۰۰۰ کشف شد.
قدر مطلق سیارک برابر ۱۱.۷ است.